# Дерибино (Калужская область)
Дерибино — деревня в Козельском районе Калужской области. Входит в состав Сельского поселения «Село Волконское».
Расположено примерно в 7 км к юго-западу от села Волконское.

## Население
На 2010 год население составляло 0 человек.